# Straniero (Foreigner)
Lo Straniero (Foreigner) è un personaggio dei fumetti, creato da Peter David e David Michelinie, pubblicato dalla Marvel Comics. La sua prima apparizione (sebbene parziale, soltanto come voce) è in Web of Spider-Man (Vol. 1) n. 15 (giugno 1986). La prima apparizione effettiva è in Spectacular Spider-Man (Vol. 2) n. 116.

## Biografia del personaggio
Lo Straniero è un mercenario e assassino. Anche se non ha capacità sovrumane, ha allenato il suo corpo per essere in assolute condizioni ottimali fisiche. È tra i più grandi praticanti di arti marziali dell'universo Marvel, ed assassino professionista a pagamento. Si è scontrato in diverse occasioni con Spider-Man ed è coinvolto nell'assassinio di Ned Leeds, il giornalista del Daily Bugle che indossò i panni del criminale Hobgoblin.
Lo Straniero è stato precedentemente sposato con la cacciatrice di taglie Silver Sable ed ha poi avuto una relazione con la Gatta Nera.

## Altri media
- Lo Straniero ha fatto la sua prima apparizione cinematografica come antagonista secondario nel sesto film del Sony's Spider-Man Universe Kraven - Il cacciatore (2024), interpretato da Christopher Abbott.